# Kościół Matki Bożej Częstochowskiej w Józefowie
Kościół Matki Bożej Częstochowskiej – rzymskokatolicki kościół w stylu gotyku nadwiślańskiego, przy ul. Piotra Skargi 24 w Józefowie.
Kościół jest wpisany do rejestru zabytków.
W 1925 roku został wyposażony w organy i drewnianą ambonę.
Od 1 października 1947 do 1982 roku proboszczem był ks. Wincenty Malinowski. W tym okresie dał się poznać mieszkańcom jako dobry gospodarz i organizator życia religijnego. W parafii powstała biblioteka w dużej mierze z ksiąg ofiarowanych przez proboszcza.
W latach 1982–1994 proboszczem parafii był ks. Zbigniew Gaszkowski. W 1984 roku rozpoczęto rozbudowę kościoła i budowę obiektu administracyjno-katechetycznego według koncepcji inż. F. Dzierżanowskiego.
W lipcu 1994 roku nowym proboszczem parafii został ks. Ludwik Antolak. Był on proboszczem do 26 grudnia 2006. Zakończono budowę domu parafialnego, wybudowano przykościelną dzwonnicę i zakupiono nowe dzwony, dokonano remontu całego obiektu przywracając wnętrzu elementy dawnego wystroju kościoła z 1925 roku.
W parafii życie religijne rozwija się w szeregu organizacji kościelnych. Należą do nich: Kółka Różańcowe, Kościół Domowy, Oaza Ruch Światło Życie, Grupa Totus Tuus, Grupa Synodalna.
Obecnie wydawany jest Biuletyn parafialny w nakładzie 2 tysięcy egzemplarzy. Redaktorem Biuletynu jest Włodzimierz Mazurkiewicz.
Od 28 stycznia 2007 nowym proboszczem parafii został ks. kanonik Kazimierz Gniedziejko.